# Wokalnyje paralleli
Wokalnyje paralleli (russisch Вокальные параллели, kasachisch Вокалдық параллельдер, übersetzt „Parallele Stimmen“) ist ein kasachischer Musik-Dramafilm von Regisseur Rustam Chamdamow. Der Film wurde 2005 fertiggestellt. Die Produktion übernahmen Schäken-Aimanow-Kasachfilm und Gala TV. Die Dreharbeiten für den Film dauerten neun Jahre lang. Die Premiere fand am 16. November 2006 statt. Der Film wurde im Programm der 62. Internationalen Filmfestspiele von Venedig in der Sektion Orizzonti (dt.: „Horizonte“), im Programm des internationalen Festivals „goEast“ und anderen Kinowettbewerben aufgenommen.

## Handlung
Die ehemaligen Opernsängerinnen Rosa Dschamanowa, Bibigul Tulegenowa, Araksija Dawtjan und der Countertenor Jerik Qurmanghalijew führen ein klassisches Repertoire in einer kontrastreichen Umgebung aus verlassenen Hangars, baufälligen Gebäuden aus der sowjetischen Ära und schneebedeckten Jurten auf.
In aufwändigen Kostümen performen die Sängerinnen und Sänger Arien und Gesangsstücke. Jede Aufführung wird von der Entertainerin Renata Litwinowa moderiert, die wiederum Interviews mit den Hauptdarstellern des Films zu abgelenkten Themen führt.
Die künstlerische Idee des Films ist gleichzeitig das Lebensbekenntnis des Künstlers Chamdamow:

«Это фильм-концерт. Оперные певцы - Араксия Давтян, Роза Джаманова, Эрик Курмангалиев - исполняют свои партии из Пуччини, Шумана, Россини. Рената Литвинова выходит, объявляет их и одновременно учит. Говорит, что в искусстве часто побеждает не талант, а посредственность, надо только выбрать правильную тактику и уметь идти на компромисс. А они плохо усваивают ее уроки, живут не так, поэтому им здесь не место. И они умирают. Потом летят на том свете на самолете, но все равно поют. Там, на небесах.»

„Es ist ein Filmkonzert. Opernsänger – Araksija Dawtjan, Rosa Dschamanowa, Jerik Qurmanghalijew – führen ihre Partien aus Puccini, Schumann und Rossini auf. Renata Litwinowa (Moderatorin) kommt heraus, kündigt sie an und unterrichtet sie gleichzeitig. Sie sagt, dass in der Kunst oft nicht Talent, sondern Mittelmäßigkeit gewinnt, man muss nur die richtige Taktik wählen und Kompromisse eingehen können. Aber sie lernen ihre Lektionen nicht, sie leben anders, deshalb gehören sie hier nicht hin. Und sie sterben. Dann fliegen sie mit dem Flugzeug im Jenseits, aber sie singen trotzdem. Dort im Himmel.“

## In Episoden
Dimasch Achimow, Omar Schalgasbajew, Kudrat Rosachunow, Natalja Skidanowa, Ilse Lijepa, Malik Chamdamow, Walentin Klementjew, Artur Podgorezkij, Natalja Kalikanowa, Kudrat Rosachunow, Dastan Sadmanow, Nursultan Sadmanow, Rano Schamusofarowa

## Musikalische Themen
Arien aus Opern:
- „Iwan Sussanin“ von Michail Glinka (singt Jerik Qurmanghalijew)
- „Madama Butterfly“ von Giacomo Puccini (singt Rosa Schamanowa)
- „Tosca“ von Giacomo Puccini (singt Rosa Schamanowa)
- „La traviata“ Giuseppe Verdi (singt Bibigul Tulegenowa)
- „Semiramide“ von Gioachino Rossini (singen Araksija Dawtjan, Jerik Qurmanghalijew)
- „Pique Dame“ von Pjotr Tschaikowski (singen Araksija Dawtjan, Jerik Qurmanghalijew).

Lieder:
- „Sapphische Ode“ von Johannes Brahms (singt Jerik Qurmanghalijew).
- Lieder aus dem Liederzyklus „Frauenliebe und Frauenleben“ von Robert Schumann (singt Araksija Dawtjan)